# Madoc
Madoc eller Madog eller Prince Madog ab Owain Gwynedd, fl. 1100-talet, var en prins från Wales som enligt en legend eller myt reste till Amerika, vilket om det inträffat var tre hundra år före Christofer Columbus. Madocs eventuella upptäckt av Amerika användes av drottning Elisabet I (r. 1558–1603) som argument för Englands legitima rätt till Amerika under de territoriella tvisterna med Spanien.

## Bakgrund
Prins Madoc var ett oäkta barn till Owain Gwynedd, som var kung av Gwynedd som regerade norra och västra Wales på 1100-talet. Madocs mor, Brenda, var en av kung Owains konkubiner.  Madoc föddes i tidspannet 1134 till 1142 på Dolwyddelan Castle i Dolwyddelan i Wales. Med drottning Chrisiants tjänstflicka Annesta fick Madoc dottern Gwenllian.
Madoc var en erfaren sjöfarare och var befälhavare i Gwynedds flotta. Som marint befäl besökte Madoc Irland och Frankrike och flera andra delar av Europa. Sannolikt besökte han även Hebriderna, Orkneyöarna, Shetlandsöarna, Färöarna och Island. Madoc besökte även "Södra öarna" vilket kan ha varit Kanarieöarna, Madeira, Azorerna och Kap Verde.

## Sägnen
Efter att kung Owain Gwynedd avlidit 1169 utbröt en maktstrid bland prinsarna som ledde till inbördeskrig där bland många andra Annesta blev dräpt. Madoc var modig, äventyrlig och även fredlig och ville därför lämna kriget. Madoc, tillsammans med hans bror Riryd seglade sannolikt 1170 tillsammans väster ut från Aber-Kerrik-Gwynan (dagens Rhos-on-Sea) i två skepp; Gorn Gwynant och Pedr Sant. Madoc påstås ha anlänt till vad som idag är Alabama i USA efter att dessförinnan möjligen anlänt till Mexiko. Sägnen säger att Madoc seglade in i Mobilebukten i Alabama och därefter fortsatte upp i Alabamafloden.
Madoc återvände till Wales, och en del av hans besättning stannade för att uppföra en bosättning. Madoc gjorde en andra resa som utgick från ön Lundy i Bristolkanalen. Den andra resan bestod av tio eller elva skepp och Madoc kom aldrig tillbaka från sin andra resa
Sägnen bygger på walesisk poesi från 1400-talet.

## Belägg
Längs Alabamafloden finns ett flertal ruiner av stenfort som Cherokeserna påstår ha uppförts av "White People". Stenforten är daterade till tiden långt innan Christofer Columbus och har ett utförande som liknar Dolwyddelan Castle.
Det finns tecken på influenser av walesisk kultur bland Mandanfolket längs Tennesseefloden och Missourifloden både med avseende på arkitektur och språk. Mandanfolkets språk har påtagliga likheter med walesiska.  Mandanfloket fiskar inte från kanoter utan från coracle, vilket är en typ av båt som fortfarande används i Wales. Mandanfloket avviker även från andra amerikanska ursprungsfolk med att bli vithåriga när de blir äldre. I en rapport från 1799, skriven av Tennessees guvernör John Sevier, beskrivs sex skelett som hittats med mässingsrustning med den walesiska vapenskölden.
Det finns en legend från toltekerna som fördes vidare till aztekerna om stora vita män som kom från öster i båtar med rektangulära segel. Det finns ett flertal walesiska namn i Mexiko. Flera av de ord som är liknande i Mandanfolkets språk och walesiska, såsom ""bara" (´bröd´) och "croeso" (´välkommen´) användes av mexikanerna när de upptäcktes av spanjorerna.

## Kritik
Beläggen för myten påstås vara baserade på mycket selektivt användande av bevis för språkliga likheter. Översättningen av de allra flesta termer med likheter mellan Mandanfolkets språk och walesiska ger ingen meningsfull betydelse. Flera av de påstådda "vita männen" var ursprungsbefolkning med albinism